# Bandeiras
Bandeiras é uma freguesia portuguesa do município da Madalena, na Ilha do Pico, Região Autónoma dos Açores,  com 25,92 km² de área e 710 habitantes (censo de 2021). A sua densidade populacional é 27,4 hab./km².

## Descrição
A freguesia ocupa o extremo noroeste do concelho, distando da sede concelhia cerca de seis quilómetros. Aqui situou-se o primeiro tribunal da ilha, onde se hasteavam as bandeiras oficiais, daí a designação de "Bandeiras".
As principais atividades económicas desta localidade são a pecuária, a agricultura (em particular a vitivinicultura), e o comércio e serviços.
O sentido de união e a necessidade de quebrar o ambiente bucólico de uma localidade rural fez nascer um forte sentido associativista que levou ao nascer de infraestruturas ao desenvolvimento de atividades culturais e recreativas, dando origem ao teatro, ao folclore e o desporto.
As bandeiras oferecem a quem a visita rico e variado património cultural construído e natural em que se destaca a Matriz, a Igreja Nossa Senhora da Boa Nova, dedicada à evocação de Nossa Senhora da Boa Nova, templo de três naves inaugurado em 1871, que foi muito fortemente atingido pelo terramoto de 9 de julho de 1988; a Ermida de Nossa Senhora dos Milagres, localizada no lugar do Cachorro; a Ermida de Nossa Senhora do Desterro, localizada no lugar do Cais do Mourato; a Ermida de São Caetano; o Império do Espírito Santo e o Salão Paroquial Pio XII.

## Demografia
A população registada nos censos foi:
| Distribuição da População por Grupos Etários | Distribuição da População por Grupos Etários | Distribuição da População por Grupos Etários | Distribuição da População por Grupos Etários | Distribuição da População por Grupos Etários |
| -------------------------------------------- | -------------------------------------------- | -------------------------------------------- | -------------------------------------------- | -------------------------------------------- |
| Ano                                          | 0-14 Anos                                    | 15-24 Anos                                   | 25-64 Anos                                   | > 65 Anos                                    |
| 2001                                         | 96                                           | 70                                           | 242                                          | 112                                          |
| 2011                                         | 103                                          | 99                                           | 321                                          | 103                                          |
| 2021                                         | 117                                          | 75                                           | 412                                          | 106                                          |

## Personalidades
- Francisco Nunes da Rosa (Rio Vista, Califórnia, 22 de março de 1871 — Bandeiras, 13 de setembro de 1946), mais conhecido por Nunes da Rosa, sacerdote católico, publicista e escritor açoriano que se notabilizou como contista.

## Localidades
- Bandeiras
- Arcos do Cachorro
- Cais do Mourato
- Cabeço Chão
- Farrobo
- Laje
- Lajinhas
- Mourato

## Património construído
- Igreja de Nossa Senhora da Boa Nova
- Ermida de Nossa Senhora dos Milagres (Bandeiras)
- Ermida de Nossa Senhora do Desterro
- Ermida de São Caetano
- Império do Divino Espírito Santo das Bandeiras
- Salão Paroquial Pio XII
- Sociedade da Juventude Católica da Boa Nova

## Património Natural
- Cais Do Mourato
- Cachorro
- Cabeço do Moinho
- Cabeço da Santinha
- Cabeço Limoeiro
- Mistério

## Festas
- 1 de fevereiro, Peregrinação a Nossa Senhora dos Milagres, em conjunto com a freguesia de Santa Luzia, voto feito aquando a erupção de 1718.
- Meses de verão, tradicionais festas das costa, lugares do Cachorro ( Nossa Senhora dos Milagres) e Cais do Mourato (Nossa Senhora do Desterro).
- 8 de setembro, dia em honra da Padroeira, Nossa Senhora da Boa Nova.
- Festas do Espírito Santo, conhecidas pelos tradicionais bolos de véspera e fé.